# Acrosorium papenfussii
 (décembre 2023).
Espèce
Statut de conservation UICN

VU : Vulnérable
Acrosorium papenfussii est une espèce d'algue rouge décrite par W. R. Taylor.
Cette algue est présente dans l'Academy Bay de l'île de Santa Cruz dans les Îles Galápagos, en Équateur.
Acrosorium papenfussii est classée par l'UICN comme vulnérable.